# Chorwacja na Halowych Mistrzostwach Świata w Lekkoatletyce 2010
Reprezentacja Chorwacji na halowe mistrzostwa świata 2010 liczyła 2 zawodników.

## Mężczyźni
- Bieg na 60 m przez płotki
  - Jurica Grabušić

## Kobiety
- Skok wzwyż
  - Blanka Vlašić